# ユキハラエメラルドハチドリ
ユキハラエメラルドハチドリ（学名：Amazilia chionogaster）とは、アマツバメ目ハチドリ科に分類される鳥類の一種。